# BMW M
BMW M GmbH (prethodno: BMW Motorsport GmbH) filijala je nemačkog proizvođača automobila BMW AG.
BMW M (M je ostalo od Motorsport) prvobitno je nastao radi BMW-ovog trkačkog programa, koji je bio veoma uspešan 1960-ih i 1970-ih. Kako je vreme prolazilo, BMW M je postajao dodatak portfoliju BMW-ovih vozila sa specijalno modifikovanim višim modelima, po kojima su i najpoznatiji opštoj javnosti. Ovi automobili sa oznakom M tradicionalno uključuju modifikovane motore, menjače, vešanja, enterijer, aerodinamiku i modifikacije eksterijera da bi se odvojili od svojih običnih pandana. Svi M modeli se testiraju i prilagođavaju u BMW-ovom privatnom odeljenju na trkačkoj stazi Nirburgring u Nemačkoj. BMW M takođe ostaje jedina kompanija bazirana na performansu koja proizvodi i motocikle istovremeno, tačnije BMW S1000RR.

## Istorija

### Poreklo
Osnovana u maju 1972.  sa svega 35 zaposlenih, kasnije je taj broj narastao na 400 zaposlenih sve do 1988.  M divizija čini BMW-ovo tržište sve do današnjeg dana. Prvi trkački projekat bio je čuveni 3.0CSL.
Posle uspeha M odeljenja i produkta koji je postigao BMW 3.0 CSL, sledeći uspeh bio je da se M automobili plasiraju na civilno tržište sportskih automobila. Prvi zvanični M automobil koji je bio plasiran javnosti bio je čuveni M1, koji je premijerno predstavljen na sajmu automobila u [[Pariz])u 1978. godine. Iako je M1 bio automobil koji je bio namenjen civilnom tržištu, M1 je zapravo bio trkački automobil koji je malo prilagođen za korišćenje na ulici, praktično je bio više trkački nego svakodnevni automobil. Direkcija M odeljenja se malo promenila 1979. kada je plasirala svoj 525i model, koji je zapravo bio najjači performer serije 5, koja je oličenje prave porodične limuzine.
1993. BMW Motorsport GmbH menja ime u BMW M GmbH.
BMW Motorsport GmbH je takođe podržao pravljenje kao i projekat motora od 6.1 litra V12 DOHC sa 48 ventila koji je ugrađivan u čuveni McLaren F1, koji je odnosio pobede na poznatoj trci 24 sata Le Mana 1995. godine, koja je ujedno i prva godina GTR verzije ovog F1.

### Skorašnja istorija
Danas BMW M nudi modifikovane verzije skoro svake BMW-ove serije, izuzev Z1 i serije 7, koja je nosilac BMW-ovog brenda; takođe ne modifikuje terence kao što su  X3 i X1. Pomenuta serija sedam nema svoju M verziju ali BMW je našao rešenje i za taj problem. Umesto M verzije, postoji moćna verzija V12 visokoturažnog motora (poput 760Li). Razlog zašto se ne modifikuje u sportsku verziju je taj što se serija 7 smatra previše teškom za sportski automobil. Mada, postoji nezvanična M verzija serije sedam, a to je Alpina B7 koja se proizvodi u BMW-ovoj fabrici, a završnu obradu odrađuje Alpina.. Postoje glasine da se radi na projektu pravog BMW M7 koji nije ni Alpina, nego originalni M7 iz M divizije BMW-ovih automobila.
Terenci kao što su X5 i X6 su primili M agregate 2010. godine, tako da su to bili prvi modeli u M izvedbi sa Xdrive automatskim pogonom na sva četiri točka; takođe su to prvi M modeli terenaca. Modeli kao što su E70 i E71 X5 i X6 su praktično više dela civilnog BMW-a nego samog M odeljenja.
Ceo M projekat dorađivanja automobila se smatra in-haus tjuning divizijom koja ima drugačiju filozofiju od svojih konkurenata u Mercedesovom AMG-u. M odeljenje naglašava da jedino tjuninguje automobile sa dobrim pedigreom (što uključuje seriju 3, seriju 5, kao i roudstere). Dok sa druge strane AMG odeljenje u Mercedesu tjuninguje svaki automobil i seriju koju ima, sve one koji su sportski a i koji nisu.
BMW ima logiku da „Svaki M automobil mora da bude okretan i agilan u krivinama, ali bez kompromisa da bude dobar i na pravcu prilikom ubrzavanja”. Za primer može se uzeti serija 5 koja se trudi da vozaču obezbedi konekciju vozača i automobila kao i konekciju vozača i puta, što se i te kako postizalo sve do 2010. godine. Prema ljubiteljima i kritici, to su poslednji BMW automobili da valjaju. Radi se o tome da BMW uvodi motore sa forsiranom indukcijom. To znači da je tad počela ugradnja turbopunjača, što nije bio slučaj kod Mercedesa i Audija. Primer pre te nove ere je bio BMW e39 M5 sa V8 atmosferskim agregatom, a njegovi kompanjoni su bili Mercedes E55 V8 koji je posedovao kompresor, kao i Audi RS6 koji poseduje tvin-turbo konfiguraciju.
BMW-ovi M modeli su najčešće plasirani sa manuelnim menjačima i poluautomatskim menjačima; kontrastno, Mercedes koristi obične sedmostepene automatske menjače u svojim modelima (tzv. AMG Speedshift MCT Dual clutch transmission). Obični menjači kod BMW-a ponuđeni su u X5M i X6M.
Što se BMW-ovih motora tiče, tradicionalno se koriste atmosferski agregati velikih zapremina, kao što su S85 v10 motori u e60M5 i e63M6 modelima kao i s65 V8 u e90 M3 modelu. Ovo su najsnažniji atmosferski agregati koje je BMW ikad proizveo (ukoliko se izuzme s70/2 u F1 McLaren-u, koji je nudio 100 konjskih snaga po litru, proglašen za motor godine). Kasnih dvehiljaditih, BMW odlučuje da koristi forsiranu indukciju, koja predstavlja jeftin način za povećanje snage motora; može se reći i da je to prečica ka većoj snazi motora.
Zakonske regulative menjaju način razmišljanja u BMW-u jer je podstaknuta ideja o pravljenju motora sa manjom emisijom  kao i manjom potrošnjom goriva, što je razlog prestajanja razvoja atmosferskih visokoturažnih  motora u BMW-u.

## automobili i automobili sa oznakom
Postoje automobili kojima je BMW Motorsport načinio promene; međutim, oni nisu postali deo M divizije. Ovaj uspeh u vizuelnoj promeni automobila može se prepoznati pod nazivom M-teh I kao i M-teh II, a što se tiče performansi sreću se nazivi poput BMW 530i M paket ili 325i M paket. Ovi automobili koji su modifikovani, ali nisu M modeli, nose M oznaku.
Vozila koja su modifikovana od strane BMW Motorsporta, ali nisu originalna M vozila, mogu imati M znakove, dok će pravi M modeli imati M znak sa brojem modela (npr. M4 ili M5). Dva izuzetka su M Roadster i M Coupe modeli, i Z3, Z4 i 1 serija varijante, koje imaju samo M značku bez broja prikazanog na prtljažniku. Ovi automobili su pravi M automobili.
U poslednjih nekoliko godina, na BMW-ovom standardnom voznom parku su na raspolaganju bili M dodaci kao fabričke opcije ili kao deo M Sport paketa (koji je skuplji od opcionog Sport paketa). Primeri za ovo su E39 i E60 serija 5 limuzina koje su imale opcione aerodinamičke pakete koji su bili pod snažnim uticajem stila M5 (na primer, branici sa većim usisima). Nije neobično videti standardna BMW vozila sa M značkama koje naglašavaju njihov dizajn. Obična oznaka za motosport jednostavno označava M-tech nadogradnje opremljene na vozilu (npr., ogibljenje, kočnice, izgled ili bilo koju drugu modifikaciju koja je razvijena od strane M divizije); stoga značku M na ovim vozilima ne treba mešati sa pravim vozilima M (osim Z-automobila, kao što je već spomenuto), jer oni nisu potpuno M automobili, samo opremljeni M-tech nadogradnjama. BMW je ponudio ove M opcije na svojim standardnim vozilima od kraja 1970-ih, što objašnjava zašto ova vozila nose M značke direktno iz fabrike. Za poređenje, proizvođač vozila Audi takođe koristi istu vrstu nomenklature. Postoje potpuno razvijeni S modeli (S4, S5, S6, S7 i TTS), kao i opcioni S-line paket koji može biti opremljen njihovom standardnom linijom vozila.

## M performans modeli
Nedavno (2012) BMW je predstavio novu kategoriju za M automobila, koja je označena kao M Performance. To su prvi M dizelski automobili koje BMW proizvodi.
Do sada ovo uključuje M550d u varijantama karavan i limuzina, X6 M50d i X5 M50d koji svi imaju tri-turbo dizel motor od 381 konjske snage i 740 Nm (njutnmetara) obrtnog momenta. Zvanični podaci ukazuju na to da M550d XDrive ubrzava 0 do 100  za svega 4,7 sekundi i maksimalna brzina, elektronski je ograničena na 250 .
Prvi benzinski M Performance automobil je model serije 1 M135i koji poseduje motor od 320 konjskih snaga. M135i je dostupan sa pogonom na zadnje ili na sva četiri točka.
M550d je dostupan kao limuzina i kao karavan, sa ZF 8HP osmostepenim sportskim automatskim prenosom, uključujući funkciju automatskog pokretanja/zaustavljanja. Ručni (ili drugim nazivom manuelni) menjači se koriste, a automatski menjači nisu dostupni. Jedinstvene karakteristike M550d su dvostruki trapezoidni izduvni sistem u tamnom hromu i oba retrovizora u sivoj boji. Ostali modeli serije 5 imaju retrovizore iste boje kao i ostatak vozila. Prednja svetla za maglu, standardna za sve ostale F10/F11 modele serije 5, su uklonjena kako bi se obezbedio prostor za dodatne dovode vazduha. Ploče pragova na vratima su takođe jedinstvene na ovom vozilu, sa natpisom M550d. Pored toga, model F11 karavan ima vazdušno ogibljenje na zadnjoj osovini, sa automatskim samoniveliranjem.
Ništa još nije najavljeno kada je u pitanju serija F30 serije M, ali BMW ima zaštitni znak u seriji 3 (među mnogim drugim nadimcima) M335, M340 i M350.

## Izuzeci nomenklature
vozila 5 i X6 iz 2010. godine nosila su svoje normalne oznake modela, a zatim i oznaku M (X5 M i X6 M), ali Mazda ima automobile sa tim oznakama (MX5 i MX6). Da su nomenklature poštovale tradiciju, vozila bi imala oznaku modela MX5 i MX6. Ali to je čak možda i bolje, kao što je pominjano ranije u tekstu; za ova dva modela nije radila M divizija nego BMW Groups tako da moguće da zbog toga nemaju potpun M naziv, iako se podvode pod M modele.
M Roadster  Z3/Z4 i M Coupe nosili su M značke kao standardnu opremu.
M635CSi je pratio tradiciju imenovanja M535i, ali je bio potpuno razvijen M-Car (M6).
M-vozilo zasnovano na BMW-ovoj seriji 1 zove se BMW 1M Coupe kako bi se izbegla konfuzija sa originalnim BMW-om M1 (Izbegavanje ovog M1 imena za M model serije jedan se izbegava zato što je originalni M1 iz 1978. godine postao legenda i namera je bila da se ne kvari njegov ugled i da se ta slava ne može ponoviti; zato je novi M model serije 1 imenovan kao 1M a ne M1.).

## Trenutnimodeli
- (2016. do danas)
- (2014. do danas)
- (2018. do danas)
- (2019)
- (2019)
- (2019)
- (2015. do danas)

### Trenutniperformans modeli
- hečbek sa pet vrata, F21 hečbek sa troja vrata (2016. do danas)
- kupe i F23 kabriolet (2016. do danas)
- limuzina (2019. do danas)
- limuzina i G31 karavan (2017. do danas)
- limuzina (2017. do danas)
- kabriolet i G15 kupe (2019. do danas)
- (2019. do danas)
- (2018. do danas)
- (2018. do danas)
- (2019. do danas)
- (2014. do danas)
- (2019. do danas)

### Prethodnimodeli
|           | Model | Model           | Motor                  | Cilindara | Snaga            | Oblik karoserije           | Proizvedeno                                              |
| --------- | ----- | --------------- | ---------------------- | --------- | ---------------- | -------------------------- | -------------------------------------------------------- |
| 1978—1981 |       |                 | 3,5 litra              |           | 204              | Kupe                       | 453                                                      |
| 1980—1984 |       |                 | 3,5 litra              |           | 160              | Limuzina                   | 1.410                                                    |
| 1984—1989 |       |                 | 3,5 litra              |           | 191 do 210       | Kupe                       | 5.859                                                    |
| 1985—1988 |       |                 | 3,5 litra              |           | 136 do 160       | Limuzina                   | 9.483                                                    |
| 1985—1988 | 5     |                 | 3,5 litra              |           | 210              | Limuzina                   | 2.191                                                    |
| 1986—1991 |       |                 | 2,3 litra 2,5 litra    |           | 143 do 175       | Kupe Kabriolet             | 16.202                                                   |
| 1988—1995 |       |                 | 3,6 litra 3,8 litra    |           | 232 ) do 250     | Limuzina Karavan (od 1992) | 11.336 (limuz.); 891 (karav.)                            |
| 1990      |       |                 | 6,0 litra              |           | 410              | Kupe                       | 1 prototip                                               |
| 1992—1999 |       |                 | 3,0 litra 3,2 litra    |           | 179 ) do 236     | Limuzina Kupe Kabriolet    | 71.242                                                   |
| 1996—2002 |       | -{E36/7 E36/8}- | 3,2 litra              |           | 179 do 236       | Rodster Kupe               | 6.318 (kup.); 15.375 (rods.)                             |
| 1998—2003 |       |                 | 5,0 litra              |           | 294              | Limuzina                   | 20.482                                                   |
| 2000—2006 |       |                 | 3,2 litra 4.0 litra () | -{l6 V8}- | 252 ) do 279 )   | Kupe Kabriolet             | 85.744                                                   |
| 2005—2010 |       | -{E60 E61}-     | 5,0 litra              |           | 373              | Limuzina Karavan (od 2007) | 19.522 (limuz.); 1.025 (karav.)                          |
| 2005—2010 |       | -{E63 E64}-     | 5,0 litra              |           | 373              | Kupe Kabriolet (od 2006)   | 9.087 (kup.); 5.065 (kabr.)                              |
| 2006—2008 |       | -{E85 E86}-     | 3,2 litra              |           | 252              | Rodster Kupe               | 4.275 (kup.); 5.070 (rods.)                              |
| 2007—2013 |       | -{E90 E92 E93}- | 4,0 litra 4,4 litra    |           | 309 331          | Limuzina Kupe Kabriolet    | 9.606 + 68 (limuz.); 39.954 + 118 (kup.); 16.219 (kabr.) |
| 2011—2012 |       |                 | 3,0 litra              |           | 250              | Kupe                       | 6.342                                                    |
| 2009—2013 |       |                 | 4,4 litra              |           | 408              | Terenac                    | 8.974                                                    |
| 2009—2014 |       |                 | 4,4 litra              |           | 408              | Terenac                    | 10.678                                                   |
| 2011—2016 |       |                 | 4,4 litra              |           | 412 ) do 441 )   | Limuzina                   | 19.533                                                   |
| 2012—2018 |       |                 | 4,4 litra              |           | 412 ) do 441     | Limuzina Kupe Kabriolet    |                                                          |
| 2013—2018 |       |                 | 4,4 litra              |           | 423 (575 )       | Terenac                    |                                                          |
| 2014—2018 |       |                 | 3,0 litra              |           | 317 ; 431 (425 ) | Limuzina                   |                                                          |

## Spoljašnje veze
- „”. Архивирано на веб-сајту  (28. фебруар 2019) Arhivirano na veb-sajtu  (28. februar 2019)

{{replace|{{latinize|-{
}-}}|BMW M automobili|BMW M аутомобили}}